# Anthony Higgins
Anthony Higgins (Northampton, 9 mei 1947) is een Brits acteur.

## Biografie
Higgins begon met acteren op toneel tijdens zijn studietijd, na zijn studie leerde hij het acteren aan de Birmingham Repertory Theater in Birmingham en in 1967 werd hij beroepsacteur. Hij begon als acteur in lokale theaters en speelde in onder andere Romeo and Juliet. In zijn beginjaren werkte Higgins onder de naam Anthony Corlan.
Higgins begon in 1968 met acteren voor televisie in de televisieserie Detective, waarna hij nog meerdere rollen speelde in televisieseries en films.

## Filmografie

### Films
Uitgezonderd korte films.
- 2014 United Passions - als Lord Kinnaird
- 2013 La malédiction d'Edgar - als Clyde Tolson
- 2012 Bel Ami - als Comte de Vaudrec
- 2009 Malice in Wonderland - als Rex
- 2005 Chromophobia - als Geoffrey Wharton
- 2005 The Commander: Blackdog - als David Sperry
- 2001 The Last Minute - als Mitchell Walsh
- 2000 Deeply - als admiraal Griggs
- 1997 Bandyta - als gevangenisdirecteur
- 1997 The Fifth Province - als Marcel
- 1997 Supply & Demand - als Lloyd St John
- 1996 Indian Summer - als Ramon
- 1995 Moses - als Korach
- 1994 Nostradamus - als Koning Henry II
- 1993 For Love or Money - als Christian Hanover
- 1993 Sherlock Holmes Returns - als Sherlock Holmes
- 1993 Sweet Killing - als Adam Cross
- 1992 La règle du je - als Alexander
- 1992 The Bridge - als Reginald Heatherington
- 1991 One Against the Wind - als Herman Gruber
- 1989 Darlings of the Gods - als Laurence Olivier
- 1986 Max mon amour - als Peter Jones
- 1985 Young Sherlock Holmes - als professor Rathe
- 1985 She'll Be Wearing Pink Pyjamas - als Tom
- 1985 The Bride - als Clerval
- 1985 Lace II - als King Abdullah of Sydon
- 1984 The Cold Room - als Erich
- 1984 Lace - als King Abdullah of Sydon
- 1982 The Draughtsman's Contract - als mr. Neville
- 1981 Indiana Jones and the Raiders of the Lost Ark - als Gobler
- 1981 Quartet - als Stephan Zelli
- 1976 Voyage of the Damned - als Heinz Berg
- 1974 Flavia, la monaca musulmana - als Ahmed
- 1972 Vampire Circus - als Emil
- 1970 Something for Everyone - als Helmuth Von Ornstein
- 1970 Taste the Blood of Dracula - als Paul Paxton
- 1969 A Walk with Love and Death - als Robert of Loris

### Televisieseries
Uitgezonderd eenmalige gastrollen.
- 2011 Zen - als Guerchini - 3 afl.
- 2010-2011 This September - als Archie Balmerino - 2 afl.
- 1999 Trial & Retribution - als Karl Wilding - 2 afl.
- 1995 The Governor - als Norman Jones - 4 afl.
- 1987 Napoleon and Josephine: A Love Story - als Joseph Bonaparte - 3 afl.
- 1983 Reilly: Ace of Spies - als Trilisser - 3 afl.
- 1977 The Eagle of the Ninth - als Marcus Flavius Aquila - 6 afl.
- 1977 Rob Roy - als Rashleigh Osbaldistone - 3 afl.
- 1976 Hadleigh - als Gregory Baker - 4 afl.
- 1970 Roads to Freedom - als Boris - 7 afl.

- Bibliothèque nationale de France: cb13895198v (data)
- Gemeinsame Normdatei: 123915198
- International Standard Name Identifier: 0000 0003 5571 2497
- Library of Congress Control Number: no00013580
- Nationale Bibliotheek van Tsjechië: xx0034090
- Nationale Bibliotheek van Israël: 987007459507905171
- Nederlandse Thesaurus van Auteursnamen: 091067278
- Système universitaire de documentation: 140799680
- Virtual International Authority File: 122192283
- WorldCat: E39PBJht4xvck4prjxMkDWGyh3